# Matilda T. Durham
Matilda T. Durham (Carolina do Sul, 17 de janeiro de 1815 — Geórgia, 30 de julho de 1901) foi uma compositora e escritora norte-americana.